# 第21次長期滞在

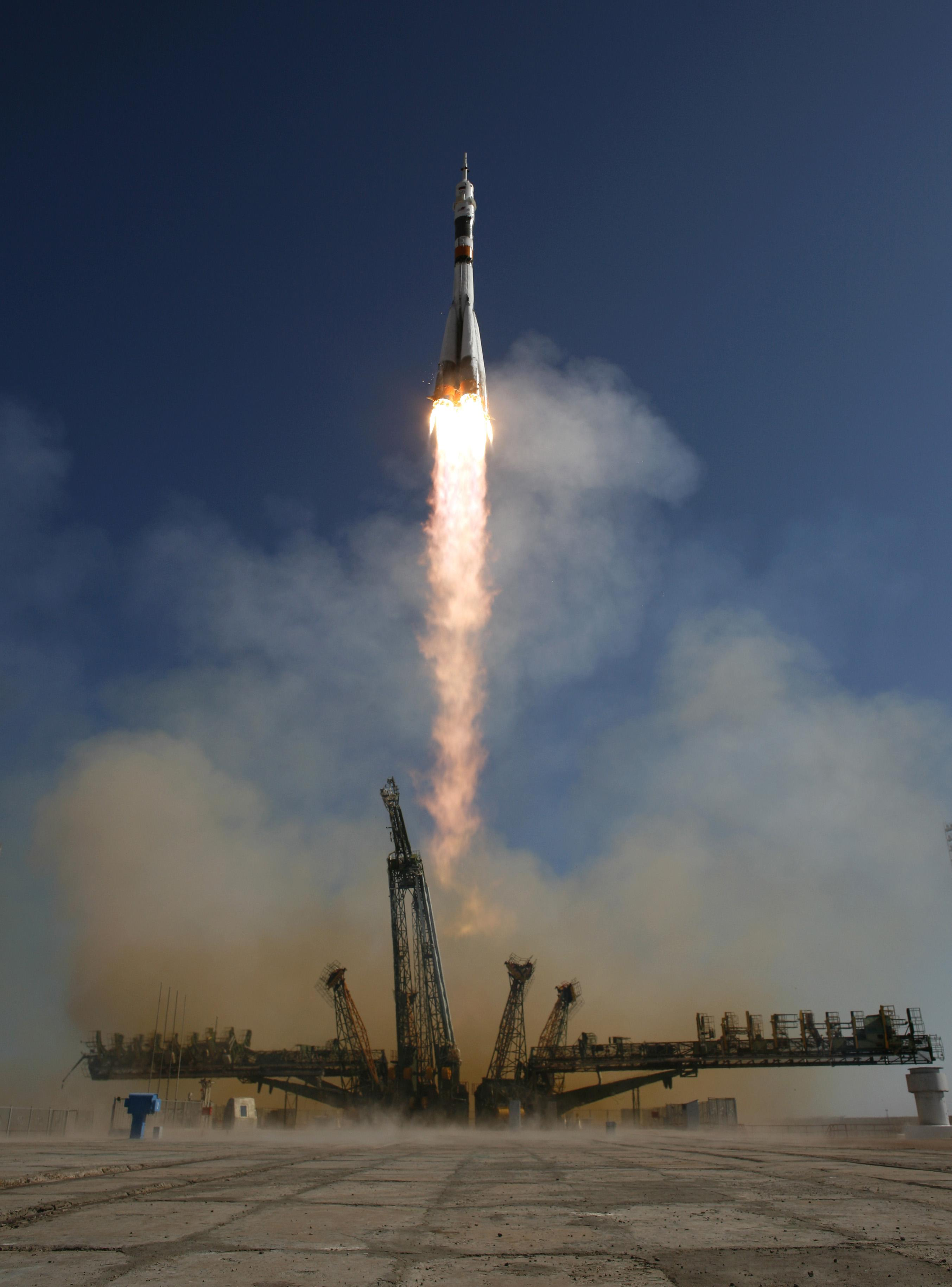
第21次長期滞在の打上げ

第21次長期滞在（だい21じちょうきたいざい、Expedition 21）は、国際宇宙ステーションへの21回目の長期滞在である。2009年9月30日に始まった。フランク・ディビュナーは欧州宇宙機関所属で初めてのISS機長となった。
第20次長期滞在から第21次長期滞在への切り替え時は、史上初めて3つのソユーズ宇宙船が同時にISSとドッキングした。
ソユーズTMA-16は宇宙旅行者のギー・ラリベルテとともに第21次長期滞在の最後の乗組員を運んできた。ラリベルテは第20次長期滞在の2人の乗組員とともにソユーズTMA-14で地球に帰還した。
ニコール・ストットはスペースシャトルで訪れた最後のISS乗組員であり、2009年11月にSTS-129で地球に帰還した。

## 乗組員
| 職務                | 第1期 (2009年10月-11月)                        | 第2期 (2009年11月-12月)                        |
| ------------------- | ---------------------------------------------- | ---------------------------------------------- |
| 船長                | フランク・ディビュナー, ESA （2度目の飛行）    | フランク・ディビュナー, ESA （2度目の飛行）    |
| フライトエンジニア1 | ロマン・ロマネンコ, RSA （初飛行）             | ロマン・ロマネンコ, RSA （初飛行）             |
| フライトエンジニア2 | ロバート・サースク, CSA （2度目の飛行）        | ロバート・サースク, CSA （2度目の飛行）        |
| フライトエンジニア3 | ジェフリー・ウィリアムズ, NASA （3度目の飛行） | ジェフリー・ウィリアムズ, NASA （3度目の飛行） |
| フライトエンジニア4 | マクシム・スラエフ, RSA （初飛行）             | マクシム・スラエフ, RSA （初飛行）             |
| フライトエンジニア5 | ニコール・ストット, NASA （初飛行）            |                                                |

### バックアップ
- クリス・ハドフィールド　船長
- ディミトリ・コンドラティエフ
- アンドレ・カイパース
- シャノン・ウォーカー
- アレクサンドル・スクボルソフ
- キャスリン・コールマン